# Apă dură
Duritatea apei reprezintă proprietatea imprimată acesteia de conținutul total de săruri solubile de calciu și magneziu. În funcție de natura acestor săruri se deosebesc două tipuri de durități:
- Duritate temporară
- Duritate permanentă

## Duritate temporară
Duritatea temporară ({\displaystyle d_{T}}) este dată de conținutul de hidrobicarbonat de calciu și hidrobicarbonat de magneziu {\displaystyle \scriptstyle Ca(HCO_{3})_{2},Mg(HCO_{3})_{2}} care prin fierbere se transformă în carbonați insolubili, ce se depun:

## Duritate permanentă
Duritatea permanentă ({\displaystyle d_{P}}) este dată de conținutul de săruri de calciu și magneziu care nu se îndepărtează prin fierbere (cloruri, sulfați, azotați).

## Duritate totală a apei
Duritatea totală se exprimă prin suma durităților temporară și permanentă:
Duritatea apei se exprimă în grade de duritate. Un grad de duritate reprezintă convențional o anumită concentrație de săruri, exprimată sub forma unor compuși de calciu. Există însă mai multe definiții pentru gradul de duritate. Exemplu: 1 grad francez de duritate: conținutul de săruri de Ca si Mg echivalent cu 1 mg CaO la 100 ml apă. Formula pentru transformări este:
1 grad german = 1,79 grade franceze = 1,25 grade engleze

## Determinarea durității apei
Are la bază metoda titrimetrică. Aceasta folosește reacția de complexare a ionilor de Ca si Mg cu sarea disodică a acidului etilendinamo-tetraacetic (EDTA), la pH aproximativ 10, în prezența indicatorului eriocrom negru T.

## Efecte ale durității apei
Duritatea este o proprietate care influențează o serie de alte proprietăți fizico-chimice ale apei și soluțiilor sale, cum ar fi fluiditatea, vâscozitatea dinamică, tensiunea superficială, temperatura de solidificare și de fierbere. Valoarea acestor mărimi contribuie la producerea unor efecte fizice și chimice care determină evoluția unor procese naturale, biologice și tehnologice. O valoare neadecvată a durității apei poate duce la evoluții nefavorabile ale unor procese sau la producerea unor deteriorări ale mediului natural, ambiental sau chiar a unor agregate, mașini și utilaje. Din acest motiv controlul durității apei prin metodele de dedurizare sau de durizare are o mare însemnătate practică.

## Controlul durității apei

### Dedurizarea
Dedurizarea apei se poate face prin mai multe metode:
- prin fierberea apei; carbonații acizi se transformă în carbonați neutri, insolubili, care pot fi îndepărtați prin filtrare
- duritatea permanentă se îndepărtează prin adăugarea de carbonat de sodiu sau var in apa dură;

CaSO4 + Na2CO3 = CaCO3↓ + Na2SO4
MgSO4 + Ca(OH)2 = CaSO4↓ + Mg(OH)2
- folosind schimbători de ioni. Schimbătorii de ioni sunt rășini sintetice care rețin ionii de calciu si magneziu, cedând apei ioni de sodiu.